# Lockheed YP-24
Le Lockheed-Detroit YP-24 est un prototype d’avion de chasse des années 1930. Une version d'attaque au sol appelée A-9 a également été proposée. Le YP-24 est remarquable pour être le premier avion de combat à porter le nom de Lockheed.

## Développement
En 1930, Detroit Aircraft Corporation entreprend le développement d’un nouvel avion de chasse pour l’United States Army Air Corps basé sur l’avion de transport Lockheed Altair. Conçu par Robert J. Woods, l'avion est achevé en 1931. Detroit Aircraft fabrique le fuselage métallique et Lockheed fournit les ailes en bois, essentiellement identiques à l'Altair. On assigne au prototype la désignation XP-900 à la Wilbur Wright Field (en). Vance Breese (en) est embauché pour être le pilote d'essai en chef du projet. L'avion est acheté par l’USAAC en septembre 1931 et rebaptisé YP-24 (numéro de série 32-320). Les premiers tests sont suffisamment impressionnants pour générer rapidement une commande de cinq chasseurs Y1P-24 et quatre Y1A-9, avions d'attaque au sol destinés à remplacer le Berliner-Joyce P-16. Le A-9 dispose de quatre mitrailleuses tirant vers l'avant, de soutes sous les ailes pour bombes, et d’un moteur V-1570-1527 de meilleures performances à basse altitude.

## Histoire opérationnelle

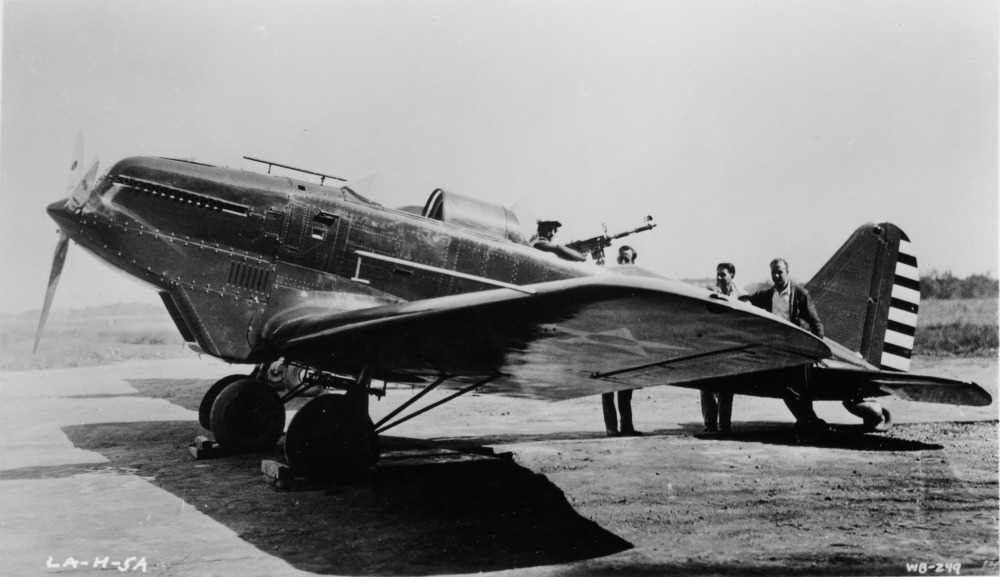
Le Detroit-Lockheed YP-24 en 1931.

Le 19 octobre 1931, le seul avion s’écrase en raison d’un train d'atterrissage partiellement bloqué, et les pilotes du Wilbur Wright Field peignent des messages sur le côté de leurs avions P-12D et O-25C, indiquant au pilote d’essai le lieutenant Harrison Crocker de rembourser.
Peu de temps après, en octobre 1931, les événements de la Grande Dépression conduisent la Detroit Aircraft Corporation à la faillite, Lockheed emboîtant le pas en juin 1932. Bien que Lockheed ait ressuscité par un groupe d'investisseurs seulement cinq jours après la fermeture de ses portes, les difficultés financières conduisant à l'annulation du projet P-24 / A-9. Les quatre avions en pré production Y1P-24s, 32-321/324, sont annulées. Cependant, après son départ de la Detroit Aircraft pour la Consolidated Aircraft Corporation, Robert Woods continue à développer le concept YP-24 / A-9 sous la version Consolidated Y1P-25/Y1A-11 qui finalement entre en service comme Consolidated P-30.